# Albert Frank-Duquesne
Pour les articles homonymes, voir Frank et Duquesne.
Œuvres principales
- Cosmos et Gloire (1947)
- Réflexions sur Satan en marge de la tradition judéo-chrétienne (1948)
- Création et Procréation (1951)

Albert Frank-Duquesne, né en 1896 à Bruxelles et y décédé le 17 juin 1955, est un écrivain et théologien belge d'expression française et d'origine juive mais ultérieurement converti au christianisme.

## Biographie
Il naît Albert Frank à Bruxelles en 1896, fils de Frédéric Frank, imprimeur juif d'origine hollandaise et rabbin converti au catholicisme pendant son service militaire en 1867, et d'une mère juive dont la famille provient d'Allemagne et est apparentée au poète Heinrich Heine. Son grand-père fut également un rabbin qui se convertit, lui, au protestantisme ; de plus, il appartient à la lignée du controversé Jacob Frank.
Au cours d'une enfance et d'une jeunesse plutôt empreintes de tristesse et de solitude, il est initié par ses maîtres d'école aux œuvres d'Ignaz von Döllinger, Franz Delitzsch, Arthur Schopenhauer, Ernest Hello, Léon Bloy, entre autres ; il se plonge aussi dans la lecture d'écrits théologiques et découvre le Latin mystique de Remy de Gourmont qui l'impressionne grandement.
Quand son père meurt alors qu'il n'est âgé que de 14 ans, il quitte les bancs d'école pour errer de par le monde pendant plusieurs années, effectuant de nombreux emplois des deux côtés de l'Atlantique puis s'engageant volontairement et combattant dans l'armée belge lors de la Première Guerre mondiale, avant d'aboutir à Paris, où sa pauvreté chronique le réduit à l'état de clochard. En dépit de conditions de vie extrêmement défavorables au labeur intellectuel, il parvient tout de même à poursuivre ses activités littéraires, s'intéressant un temps à l'occultisme, la théosophie et aux religions orientales comme l'hindouisme avant de revenir au christianisme,. Frank épouse Elicia Duquesne en 1924 et adopte son patronyme : ses écrits porteront désormais la signature « Frank-Duquesne ».
Souhaitant se convertir à la foi chrétienne, il opte pour l'Église vieille-catholique en 1932 et sera par la suite ordonné prêtre et installé dans une paroisse nouvellement instituée pour lui à Bruxelles ; or, en 1937, il décide de s'attacher à l'Église orthodoxe, au sein de laquelle il est réordonné sous condition. Demeurant toujours à Bruxelles, il combine les exigences de son ministère, qu'il exerce sous le nom de « père Jean », avec son gagne-pain comme publiciste, jusqu'à ce qu'il se découvre insatisfait par l'orthodoxie russe et abjure sa foi en juin 1940, devenant ainsi un simple laïc et optant finalement pour l'Église catholique romaine.
Au cours de la Seconde Guerre mondiale, il est arrêté par la Gestapo pour « diffamation épistolaire du Führer » et incarcéré au camp de concentration de Breendonk à partir du 21 août 1941,, ayant écrit (en 1937) à une russe avec laquelle il correspondait que « pour moi, Chrétien, Hitler et Staline, Gog et Magog, étaient à fourrer dans le même sac, parce que tous deux fidèles larbins de l'Antéchrist ». Il vivra là les plus difficiles moments – son « purgatoire », ainsi qu'il le décrit lui-même – d'une existence déjà fort éprouvante, avant d'être relâché à la Toussaint de la même année ; il racontera par la suite cette douloureuse expérience dans son ouvrage Via Crucis : Le Chemin de la Croix, qui paraîtra en 1955, l'année de sa disparition.
Jusqu'alors poliment refusés par les milieux catholiques décontenancés par certaines des positions défendues, les écrits de Frank-Duquesne parviennent à Paul Claudel en 1946 qui, s'enthousiasmant de la fraîcheur et de la pertinence des propos tenus, veillera à faire publier chez Vrin Cosmos et Gloire, qui paraîtra l'année suivante. Fort de l'humble succès de son livre et d'une reconnaissance nouvellement acquise, on le met en contact avec maintes personnalités influentes gravitant autour de la capitale française, et plusieurs maisons d'édition commencent à accueillir et publier ses textes. Toutefois, sa réputation grandissante ne peut rien contre le déclin de son état physique : Frank-Duquesne meurt le 17 juin 1955 à Bruxelles.
Intellectuel autodidacte, il connaît à fond la pensée juive et puise avec facilité dans une vaste gamme de sources – juives, latines, russes, grecques – que son long et sinueux parcours spirituel lui a fait découvrir et permis d'exploiter, se jouant ainsi des cloisonnements disciplinaires et des limites doctrinales ; il a voulu mettre son génie et son érudition, dans toute sa diversité, au service de l'Unité.

## Œuvres

### Essais
- Cosmos et Gloire. Dans quelle mesure l'univers physique a-t-il part à la Chute, à la Rédemption et à la Gloire finale? (Avant-propos de Paul Claudel, préface de Dom Bernard Capelle), Librairie Philosophique J. Vrin, Paris, 1947.Réédition : Éditions de Sombreval, 2009 (Présentation en ligne)
- « Joie de Jésus-Christ », dans Études Carmélitaines, Ma Joie terrestre où donc es-tu ?, Desclée de Brouwer, Paris, 1947, pp. 22-37. (Disponible en ligne)
- « Réflexions sur Satan en marge de la tradition judéo-chrétienne », dans Études Carmélitaines, Satan, Desclée de Brouwer, Paris, 1948, pp. 179-313. (Disponible en ligne ici et ici)Réédition : Éditions de Sombreval, 2007 (Présentation en ligne)
- Le Dieu vivant de la Bible : Unité, Trinité, Éditions Franciscaines, coll. « Lumières d'Assise » (6-7), Paris, 1950
- Ce qui t'attend après ta mort. La vie dans l'au-delà à la lumière de la Révélation chrétienne (Préface d'Albert Béguin), Éditions Franciscaines, Paris, 1950.Réédition : Éditions de Sombreval, 2008 (Présentation en ligne)
- Création et Procréation. Métaphysique, théologie et mystique du couple humain, Éditions de Minuit, Paris, 1951
- Seul le Chrétien pardonne : Jésus-Christ trahi par les siens, Nouvelles éditions latines, Paris, 1953
- Via Crucis : Chemin de la Croix, Éditions Universitaires, Paris / Bruxelles, 1955.Réédition : Éditions de Sombreval, 2008 (Présentation et extraits en ligne)
- Le Problème juif et autres textes, Éditions de Sombreval, 2008 (Présentation et extraits en ligne)
- Passion et Résurrection, Éditions de Sombreval, 2012

### Traduction
- Frederik Jacobus Johannes Buytendijk, Traité de psychologie animale, Presses universitaires de France, coll. « Logos », Paris, 1952  (ISBN 9782130408369)